# NGC 4458
NGC 4458 és una galàxia el·líptica situada a uns 54 milions d'anys llum de distància Va ser descobert per astrònom William Herschel damunt 12 d'abril de 1784. a la constel·lació de la Verge. Va ser descobert per l'astrònom William Herschel el 12 d'abril de 1784. NGC 4458 és membre de la cadena Markarian, que forma part del cúmul de la Verge. Es troba aparellada amb la galàxia NGC 4461. NGC 4458 i NGC 4461 interactuen entre si.
NGC 4458 pot tenir un forat negre supermassiu amb una massa estimada de 200 milions de sols (2 × 108 masses solars). NGC 4458 té un disc nuclear que s'estima que té uns 6.000 milions d'anys. Probablement el disc es va formar a partir de la fusió d’una galàxia rica en gas. NGC 4458 té una vora-en disc nuclear que és calculat per ser aproximadament 6 bilions d'anys vells. El disc probablement format de la fusió d'un gas-galàxia rica. A NGC 4458, s'ha indicat mitjançant imatges del Hubble que té un nucli contrarrotador, a més NGC 4458 té un contingut metàl·lic baix però té una sobreabundància de l'element ferro.